# Анрі Нестле
Анрі або Генріх Нестле́ (фр. Henri Nestlé, нім. Heinrich Nestle); 10 серпня 1814, Франкфурт-на-Майні, Німецький союз — 7 липня 1890, Гліон, кантон Во, Швейцарія) — фармацевт, підприємець, засновник компанії «Nestle».

## Історія роду
Родина Нестле бере своє коріння із Західної Швабії, переважно з району Шварцвальд. У швабському діалекті «нестле» означає невелике пташине гніздо. Прізвище Nestle має різні варіанти, такі як Nästlin, Nästlen, Nestlin, Nestlen і Niestle.
Генеалогічне дерево родини Nestle починається з трьох братів (при цьому на сімейному гербі двоє пташенят годуються матір'ю-пташкою): Ганса, Генріха і Самуїла Нестлін. Батько цих трьох синів народився близько 1495 року. Ганс, старший, народився в 1520 році і мав сина з тим же ім'ям, який згодом став мером міста Нагольд. У свою чергу його син Ульріх був перукарем, а п'ятий син став першим склярем у сім'ї. Протягом п'яти поколінь, ця професія передавалася від батька до сина. Крім того, чоловіки з роду Нестле були мерами в містечках Дорнштеттен, Штутгарт, Нагольд та Зульц.

## Ранні роки
Генріх був одинадцятою дитиною з чотирнадцяти в сім'ї Йоганна Ульріха Матіаса Нестле і Анни-Марії Катаріни Ейман. Батько, за традицією, був склярем. Брат Генріха, Густав Едмунд Нестле, певний час був мером Франкфурта-на-Майні.
До того як Генріху виповнилось 22 у 1836 році, він закінчив чотирирічне шкільне навчання в Дж. Е. Штайна, власника аптеки. Між 1834 та 1839 роком з невідомих причин емігрував до Швейцарії. Наприкінці 1839-го отримав дозвіл на проведення хімічних дослідів, складання рецептів та продаж ліків у Лозанні, Швейцарія. У цей же час, аби краще адаптуватися до нових соціальних умов міста Веве, де він зрештою влаштувався, змінив ім'я на французький лад — замість Генріха став Анрі Нестле.

## Кар'єра
У 1843-му році, позичивши трохи грошей у багатої тітоньки, придбав виробництво з переробки ріпаку, що було одним із найбільш прогресивних та універсальних напрямків на той час. Займався виробництвом олії для ламп, лікерів, рому, абсенту, оцту та гірчиці. Окрім того, зайнявся виробництвом та продажем газованої мінеральної води. Але в кризові часи 1845-1847 років відмовився від цього. У 1857-му році зосередився на виробництві гасового пального та добрив.
Достеменно не відомо, коли саме Нестле взявся за дослідження й експерименти в галузі дитячого харчування: змішував коров'яче молоко, пшеничне борошно і цукор у різних пропорціях. Його зацікавленість, як відомо, була зумовлена декількома факторами. Хоча Анрі та його дружина тривалий час були безплідними, вони досить добре знали про високу смертність серед немовлят. Крім того, свіже молоко не завжди було доступне у великих містах, а жінки з вищого світу почали вважати грудне вигодовування «немодним».
У 1867-му році Нестле винайшов суміш для грудних дітей під назвою «Молочний порошок Анрі Нестле» (фр. Farine Lactée Henri Nestlé). Він та його друг Жан Бальтазар Шнетцлер навчились видаляти з пшеничного борошна кислоту та крохмаль, які важко перетравлюються немовлятами. Продукт продавався в Європі з великим успіхом і мав перевагу над «Супом для немовлят» Юстуса фон Лібіха, адже легше готувався (не потребув кип'ятіння). Дитина однієї з працівниць заводу Нестле змогла вижити завдяки цій суміші, оскільки ні материнське, ні коров'яче, ні козяче молоко їй не підходили.
До 1870-х років дитяче харчування Нестле, зроблене з солоду, коров'ячого молока, цукру та борошна, продавалось у США за ціною $0,50 за пляшечку.

## Родина
23 травня 1860 року одружився з Анною-Клементиною-Терезою Ейман.

## Пізні роки
У 1875-му році Анрі Нестле продав свою компанію партнерам по бізнесу й оселився з родиною в селі Гліон під Монтре, де вони допомагали людям невеликими кредитами та сприяли розвитку місцевої інфраструктури. Пізніше будинок, де він жив, став відомим як Villa Nestlé.
Помер від інфаркту міокарда 7 липня 1890 року, похований на кладовищі поселення Territet у Монтре.